# Rudolf von Normann

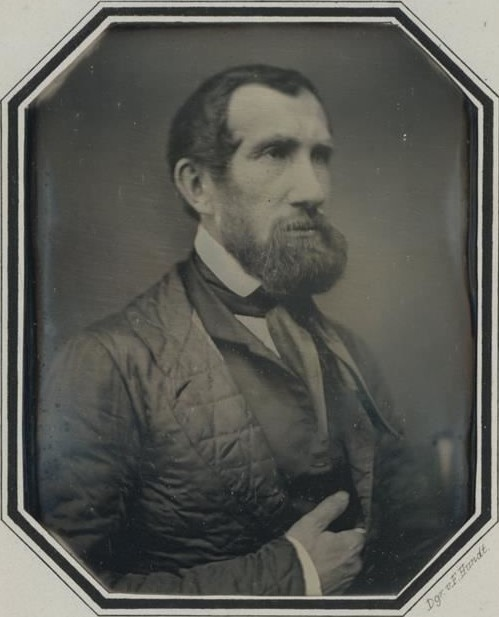
Rudolf von Normann in einer Daguerreotypie von Friedrich Hundt, um 1841–45

Rudolf Carl Friedrich Ernst von Normann (* 2. Mai 1806 in Stettin; † 18. Juni 1882 in Dessau) war ein deutscher Maler, Zeichner, Lithograf, Radierer und Bühnenbildner. Er gilt als ein Vertreter der romantischen Landschaftsmalerei der Düsseldorfer Schule.

## Leben

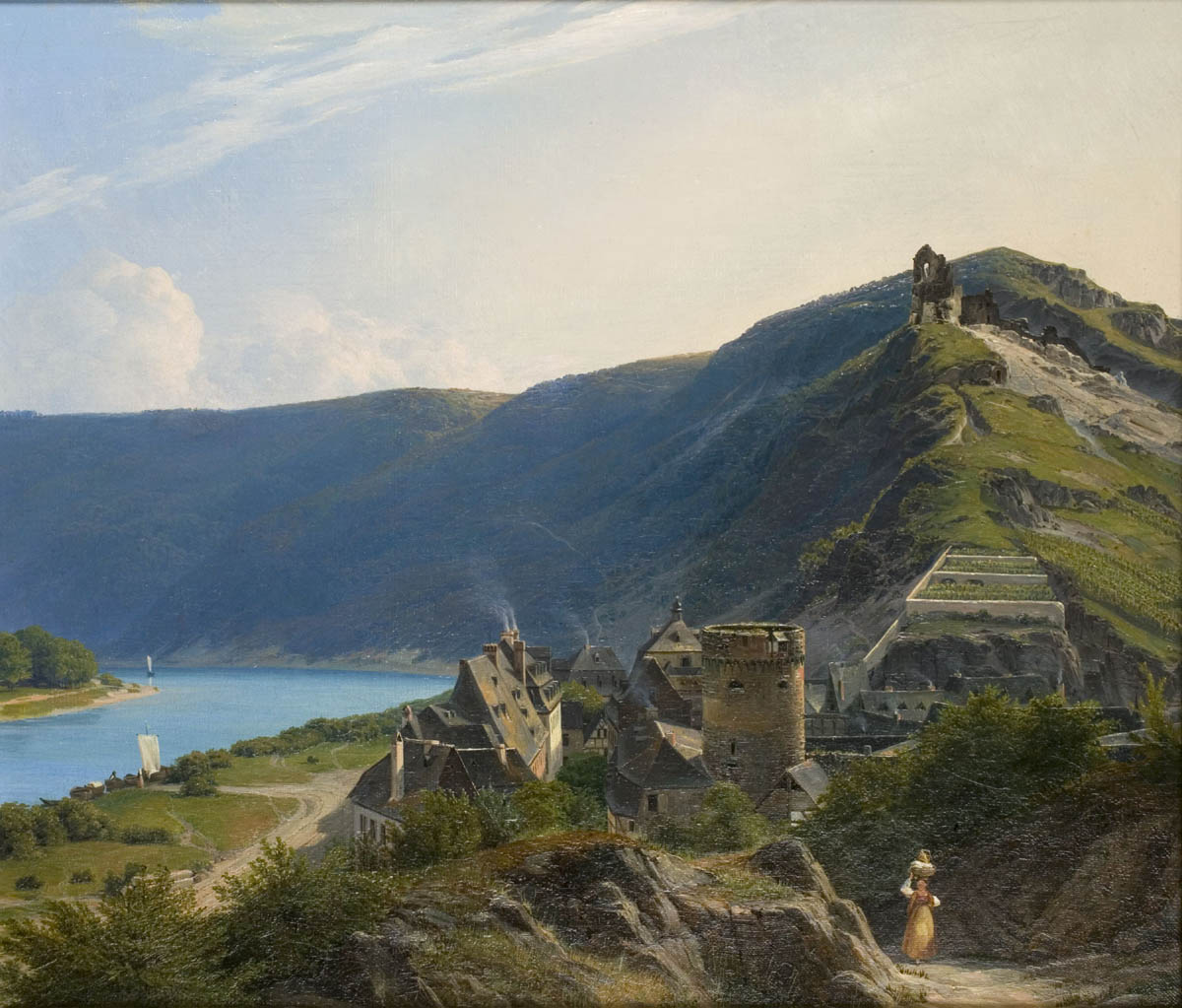
Trarbach an der Mosel, 1834

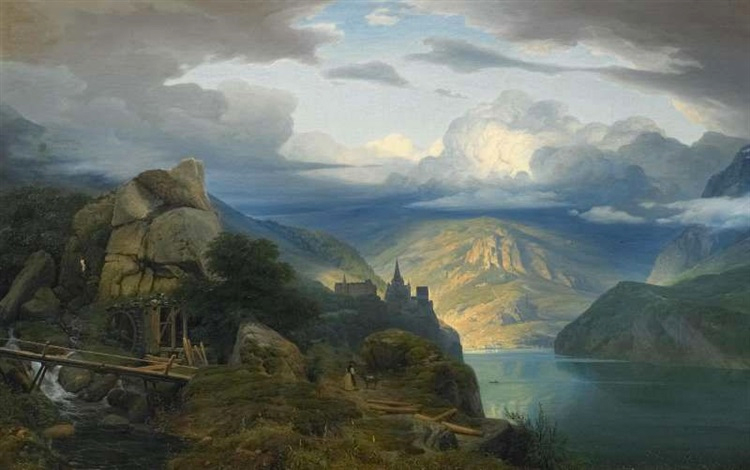
Schweizer Landschaft mit einem Bergsee, 1840

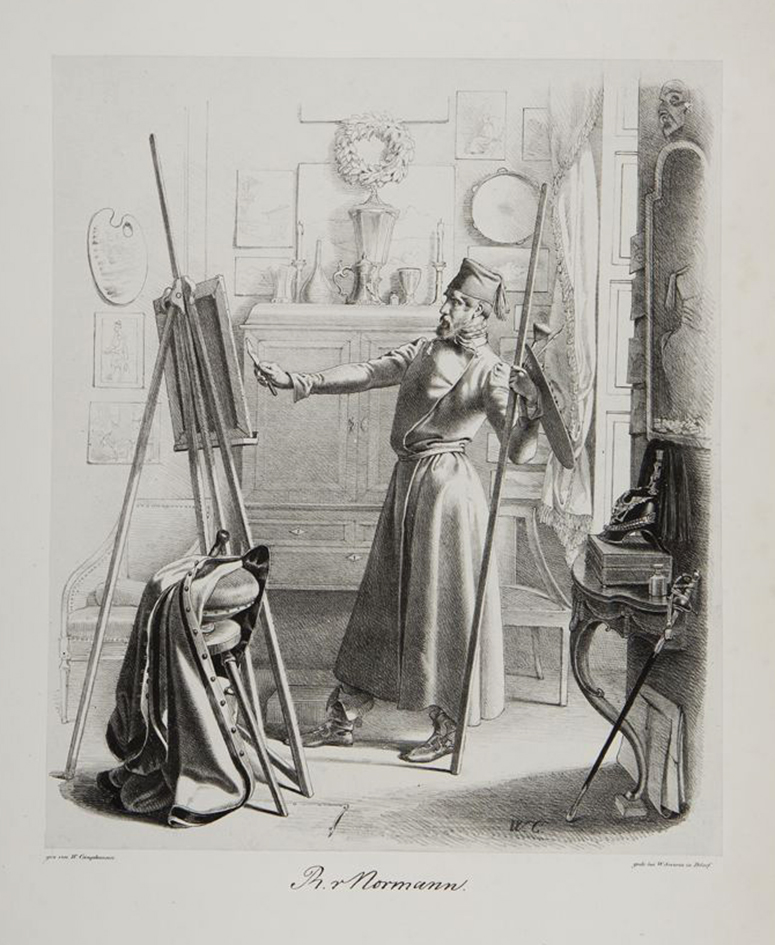
Rudolf von Normann in seinem Atelier, Illustration von Wilhelm Camphausen in Schattenseiten der Düsseldorfer Maler, 1845

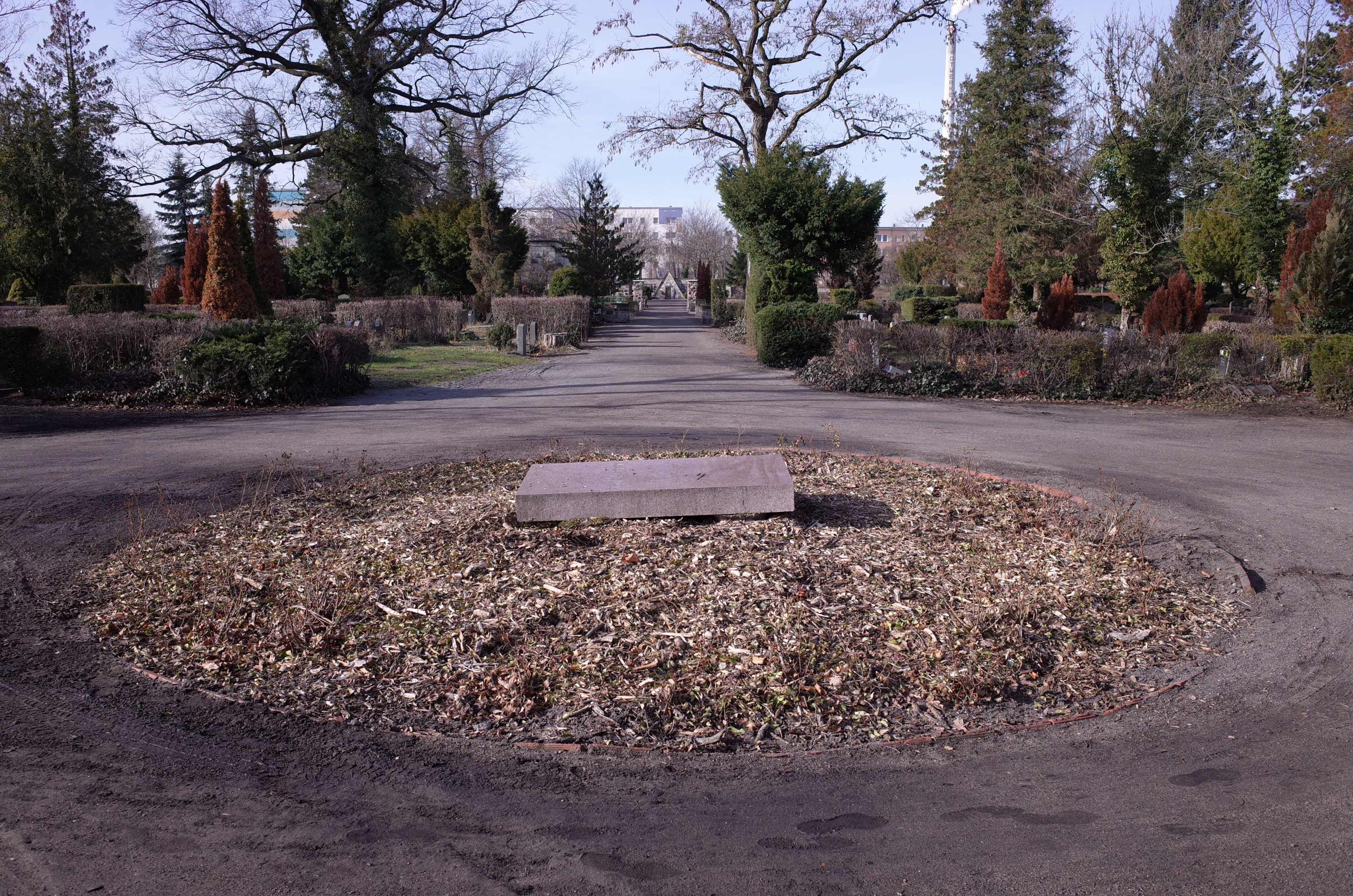
Ruhestätte auf dem Historischen Friedhof I in Dessau

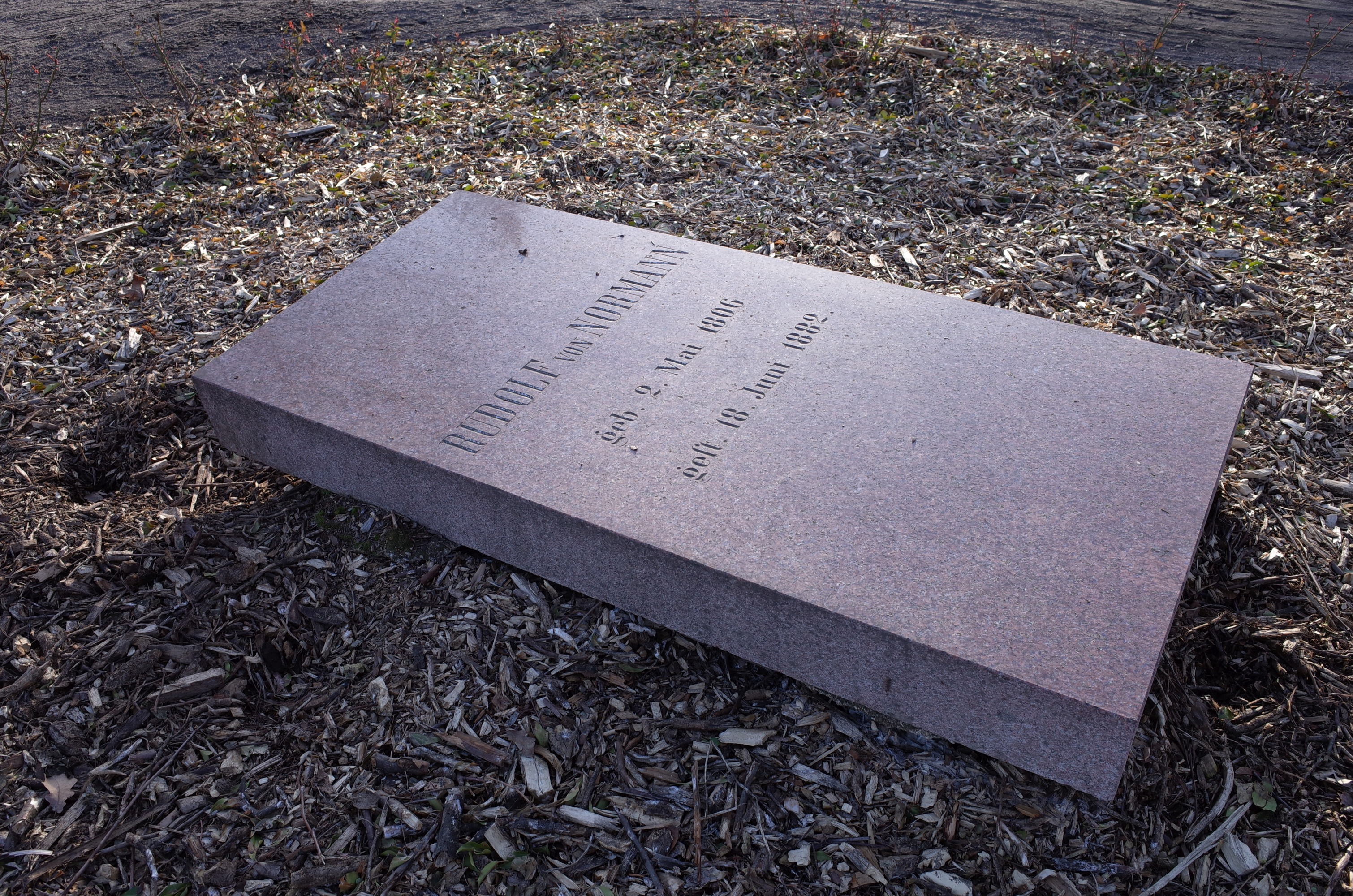
Grabstein

Carl Friedrich Rudolf Ernst von Normann, Spross des pommerisch-rügischen Adelsgeschlechts von Normann, war ein Sohn des preußischen Leutnants Carl Wilhelm von Normann († 1806) und dessen Ehefrau Friedericke Luise von Owstin (1784–1847), die sich einige Jahre nach dem Tod ihres ersten Gatten am 30. März 1811 in Stettin mit dem preußischen Offizier Felix von Borcke vermählte. Dessen Sohn, der spätere preußische Generalleutnant Ferdinand von Borcke, war von Normanns Halbbruder. Ein Garnisonswechsel brachte es mit sich, dass die Familie 1817 von Berlin nach Düsseldorf an den Rhein zog, wo Normann das Lyzeum besuchte. Zum Schuljahr 1823/1824 wurde er nach einem weiteren Garnisonswechsel am Königlichen Gymnasium zu Koblenz eingeschrieben. Im Herbst 1827 trat er in das Kaiser Franz Garde-Grenadier-Regiment Nr. 2 in Berlin ein. Am 16. Mai 1832 wurde er Secondeleutnant, am 13. Mai 1845 Premierleutnant beim 4. Garde-Landwehr-Infanterieregiment in Düsseldorf.
Parallel zu seinem Militärdienst, den er am 26. Mai 1847 quittierte, wandte er sich in Düsseldorf den Schönen Künsten zu. Von 1834 bis 1843 studierte er an der Kunstakademie Düsseldorf, nachdem er dort bereits als Schüler unter Karl Friedrich Schäffer, Ernst Carl Thelott und Lambert Cornelius die sonntägliche Zeichenschule besucht hatte. Er belegte vor allem die Landschafterklassen von Johann Wilhelm Schirmer. 1835 unternahm er eine Studienreise in die Schweiz. 1843 unterrichtete ihn Wilhelm Schadow in seiner Meisterklasse. Zusammen mit Wilhelm Camphausen, Henry Ritter, Rudolf Jordan, Hans Fredrik Gude, Frederik Nicolai Jensen und Gustav Jacob Canton gründete von Normann 1844 die demokratisch und akademiekritisch gesinnte Gruppe Crignic, deren Name sich aus den Anfangsbuchstaben der Mitglieder zusammensetzt. Deren Nachfolger, dem Künstlerverein Malkasten, gehörte er ebenfalls an. In der Pempelforter Feldstraße 30, dem Haus des Hofvergolders Anton Kraus, in dem auch der Landschaftsmaler Friedrich Wilhelm von Winterfeldt lebte, wohnte er 1859. Seine Interessen galten außerdem dem Theater und der Musik, denen er durch häufigen Besuch des Theaters Düsseldorf nachging, wo Karl Immermann Stücke aufführte und Felix Mendelssohn Bartholdy die Oper dirigierte.
Vom Fürsten Karl Anton von Hohenzollern in Düsseldorf, mit dem er eng befreundet war, wurde Normann dem Herzog von Anhalt-Dessau empfohlen, der ihn 1866 zum Hoftheaterintendanten und 1867 zum Kammerherrn ernannte. Am Residenzschloss Dessau wurde von Normann 1874 auch architektonisch tätig.

## Radierungen
- Robert Reinick: Lieder eines Malers mit Randzeichnungen seiner Freunde. Schulgen-Bettendorff, Düsseldorf 1838, Radierungen S. 29, 31 (Digitalisat).
- Deutsche Dichtungen mit Randzeichnungen deutscher Künstler. 1843–1845, Band 2, S. 29 (Digitalisat).